# Megastylus compactus
Megastylus compactus là một loài tò vò trong họ Ichneumonidae.